# Seven Sisters (klify)
Seven Sisters – pasmo klifów w południowo-wschodniej Anglii (Wielka Brytania), w hrabstwie East Sussex, nad wybrzeżem kanału La Manche,  pomiędzy miastem Eastbourne na wschodzie a Seaford na zachodzie. W całości znajdują się w granicach Parku Narodowego South Downs.
Klify zbudowane są z kredy i podlegają stałej erozji, w tempie około 30–40 cm rocznie. Nazwa Seven Sisters („Siedem Sióstr”) nawiązuje do pofałdowanej powierzchni klifu, o siedmiu wzniesieniach. Klify rozciągają się od ujścia rzeki Cuckmere na zachodzie do obniżenia Birling Gap na wschodzie (dalej na wschód – klif Beachy Head).
Część klifów znajduje się w posiadaniu organizacji National Trust, która prowadzi tutaj centrum obsługi turystów. Wzdłuż klifów przebiegają piesze szlaki turystyczne King Charles III England Coast Path oraz South Downs Way.
Jest to jeden z najdłuższych odcinków linii brzegowej na południowym wybrzeżu Anglii, który pozostaje zasadniczo niezabudowany. W 1926 roku prywatni deweloperzy przedstawili plany ulokowania na klifie nowego miasta. Grupa działaczy na rzecz ochrony środowiska, wśród nich pisarz Rudyard Kipling, przeprowadziła kampanię społeczną i zbiórkę pieniędzy, która pozwoliła im na odkupienie tego terenu i powstrzymanie jego zabudowy. Od 2010 roku klify objęte są przez Park Narodowy South Downs.